# 石四牌坊
石四牌坊，位于山西省临汾市翼城县县城唐兴镇城内村，旧城南十字街心的北街上，距离木四牌坊约百余米。

## 历史
石四牌坊创建于明万历三十九年（1611年），修建者为翼城县东河下人、云南道监察御史史学迁。

## 建筑
石四牌坊为四面式牌楼，正方形平面，每个立面均为四柱三间式，青石砌筑，基座、石柱、雀替、额枋、花板等皆为石质仿木结构，
牌坊顶部的十字歇山顶则为木结构。木结构歇山顶曾被破坏，后期修复。
牌坊表面雕刻八仙过海、群贤毕至、双狮戏球等传统题材，以及祥瑞纹饰，雕刻华丽细腻。
牌楼的四面匾额分别刻有“衡文金吴”、“澄清江汉”、“持斧畿甸”、“观风西土”字样，指史学迁曾督学江南、巡视湖广屯垦、秉公执法惩恶、巡视川陕民情的事迹。

## 保护
2004年6月10日，四牌坊公布为第四批山西省文物保护单位。
2013年3月5日，石四牌坊和木四牌坊公布为第七批全国重点文物保护单位。